# Dippach-Gare
Dippach-Gare (en luxembourgeois : Dippecher Gare  et en allemand : Dippach-Bahnhof) est une localité de la commune luxembourgeoise de Dippach située dans le canton de Capellen.
Elle est constituée autour de la gare de Dippach - Reckange située sur la ligne 7 de Luxembourg à Pétange.